# Katharine Viner
Katharine Sophie Viner (ur. styczeń 1971) – brytyjska dziennikarka i dramatopisarka. Została pierwszą kobietą pełniącą funkcję redaktora naczelnego w „The Guardian” 1 czerwca 2015 roku, zastępując Alana Rusbridgera. Nim została wybrana na to stanowisko kierowała wcześniej działaniami „The Guardian” w Australii i Stanach Zjednoczonych.

## Początki kariery
Wychowana w Yorkshire Viner jest córką nauczycieli. Jej dziadek, Vic Viner, był zdolnym marynarzem zaangażowanym w ewakuację Dunkierki. Viner kształciła się w Ripon Grammar School. Jako nastolatka dołączyła do Młodzieżowego CNDu i ruchu przeciwko apartheidowi, chociaż najbliższe grupy były oddalone od niej o 25 mil. Jej pierwszy artykuł prasowy, opublikowany w „The Guardian” w 1987 roku, gdy była jeszcze w szkole, mówił o egzaminach GCE Ordinary Level, które zostały zastąpione w Wielkiej Brytanii przez GCSE. Wbijanie pięciu lat wiedzy w dwie i pół godziny nie wydaje się być sprawiedliwym systemem – napisała. Około 1988 roku Viner zdobywała doświadczenie zawodowe w „Ripon Gazette”, lokalnej gazecie.
Następnie Viner studiowała język angielski w Pembroke College, Oxford. Tuż przed obroną pracy Viner wygrała konkurs zorganizowany przez „The Guardian” i została powiadomiona przez Louise Chunn, wtedy redaktorkę „Guardian women's” o karierze dziennikarskiej. Naprawdę uważałam, że dziennikarstwo nie jest dla mnie, myślałem, że to dla mężczyzn w garniturach w Londynie, przypomniała sobie w 2005 roku Viner. Przez trzecie dziesięciolecie swojego życia Viner spędzała większość wakacji na Bliskim Wschodzie, regionie, którym szczególnie się interesuje, przebywając w Libanie, Syrii, Izraelu i w innych miejscach.